# Rudolf Stephan
Pour les articles homonymes, voir Stephan.
Rudolf Stephan est un musicologue allemand, né le 3 avril 1925 à Bochum, dans la région de la Ruhr, et mort le 29 septembre 2019 à Berlin.

## Biographie
Après avoir étudié le violon au conservatoire, il entre à l'Institut de Heidelberg, où il étudie la musicologie à l'Université de Heidelberg sous la direction de Wolfgang Fortner. Avec Heinrich Besseler, Stephan se rend à l'Université de Göttingen, où il obtient son doctorat en 1950 avec un travail sur Die Tenores der Motetten ältesten Stils (« Le Ténor des motets de l'ancien style ») de Rudolf Gerber (1950). Carl Dahlhaus, Ludwig Finscher et Joachim Kaiser font alors partie de ses camarades de classe. 
Il devient connu du grand public germanophone en tant qu'éditeur du volume cinq de Das Fischer Lexikon, publié dans la bibliothèque Fischer à Francfort-sur-le-Main en 1957. 
En 1958, Stephan publie le livre Neue Musik. Versuch einer kritischen Einführung (« La nouvelle musique. Une tentative d'introduction critique »). Son travail est approuvé par Theodor W. Adorno, avec lequel il reste en contact les années suivantes, au cours d'émissions de radio. En 1963, il s'établit à Göttingen dès son habilitation.
De 1965 à 1976, Stephan est le rédacteur en chef des publications de l'Institut de musique nouvelle et d'éducation musicale de Darmstadt. En 1967, il accepte une chaire de musicologie historique à l'Institut de musicologie, aujourd'hui séminaire de musicologie de l'Institut d'études théâtrales de l'Université libre de Berlin ; depuis sa retraite en 1990, il est émérite. 
Il est professeur invité à Vienne en 1981. Ses collègues à l'Institut de Berlin, sont alors les musicologues Tibor Kneif et Klaus Kropfinger, puis, à partir de 1989, Jürgen Maehder, qui en devient le directeur général de 1990 à 1992. Le successeur de Stephan en 1992, est Albrecht Riethmüller.
Les recherches de Stephan portent sur l'histoire récente de la musique depuis le XVIIIe siècle et en particulier sur la musique de la première moitié du XXe siècle. Il a apporté des contributions novatrices à la révision de l'image des œuvres de Gustav Mahler, Hans Pfitzner, Max Reger et Paul Hindemith, ainsi qu'à la reconnaissance de l'importance de la Seconde école de Vienne pour l'histoire de la musique, Arnold Schönberg, Alban Berg et Anton Webern. En tant qu'éditeur, Stephan contribue aux éditions générales des œuvres musicales d'Arnold Schönberg et d'Alban Berg (1989–1996).
Parmi les étudiants de Stephan figure le musicologue Reinhold Brinkmann (1934–2010), ainsi que les musicologues Rüdiger Albrecht, Regina Busch, Károly Csipák, Klaus Ebbeke, Thomas Ertelt, Werner Grünzweig, Heribert Henrich, Reinhard Kapp, Ulrich Krämer, Claudia Maurer Zenck, Adolf Nowak, Wolfgang Rathert, Christian Martin Schmidt, Matthias Schmidt, Martina Sichardt, Lotte Thaler et le pédagogue Bernd Riede. Le musicologue Andreas Traub est l'assistant de longue date de Stephan à Berlin.

## Publications
- Gustav Mahler IV. Symphonie G-Dur, Munich, Wilhelm Fink, 1966.
- Über das Musikleben der Gegenwart : Sieben Beiträge, Berlin, Merseburger , 1968.
- Die Zweite Reform, avec Klaus Bruhn, Leyde, Brill, 1973.
- Gustav Mahler II. Symphonie C-moll, Munich, Wilhelm Fink, 1979.
- Vom Musikalischen Denken : gesammelte Vorträge, avec Rainer Damm et Andreas Traub, Mainz, Schott, 1985.
- Alban Berg (1885-1935), avec Rosemary Hilmar, Vienne, Osterreichischen Nationalbibliothek, 1985.
- Alban Berg : Violinkonzert 1935, Munich, Wilhelm Fink, 1988.
- Analysen musikalischer Werke von Arnold Schönberg und Alban Berg, avec Regina Busch, Vienne, Universal Edition, 1994.
- Musiker der Moderne : Porträts und Skizzen, avec Albrecht Riethmüller, Laaber, 1996.
- Teutsch Antiphonal : Quellen und Studien zur Geschichte des deutschen Chorals im 15. Jahrhundert unter besonderer Berücksichtigung der Gesänge und des Breviers, Vienne, Verlag der österreichischen Akademie der Wissenschaften, 1998.

## Hommage
- Werk und Geschichte: musikalische Analyse und historischer Entwurf, Rudolf Stephan zum 75. Geburtstag, mit einem Verzeichnis der Schriften Rudolf Stephans, édité au nom de l'Institut d'État pour la recherche en musique sur le patrimoine culturel prussien, par Thomas Ertelt.